# Gondola (yacht)
Il Gondola è uno yacht di costruzione inglese della seconda metà dell'Ottocento, dotato di motore a vapore. Il battello fu commissionato per collegamenti sul fiume Tamigi e rimase in servizio per alcune decine di anni, poi venne trasformato in panfilo ed infine in casa galleggiante.
Nel 1970 fu acquistato dal National Trust, ma solo nel 1979 si trovarono i fondi per iniziare il restauro. Il Gondola, che era stato lasciato al deperimento per anni, venne completamente ricostruito nei cantieri della Vickers plc. Dal 1980 è utilizzato per crociere turistiche all'interno del Coniston Water.

## Storia
Il Gondola fu commissionato da Sir James Ramsden, all'epoca direttore delle Furness Railway. Varato nel 1859, rimase in servizio fino allo scoppio della prima guerra mondiale, quando venne messo in disarmo. Finita la guerra, tornò in servizio sotto le Furness Railway fino al 1922, anno in cui vennero assorbite dalle London, Midland and Scottish Railway, e proseguì il servizio sotto quest'ultima compagnia fino al 1936.
Nel 1946 il Gondola fu venduta a privati, che la trasformarono in una casa galleggiante. La struttura andò disintegrandosi lentamente negli anni, fino al 1960 quando una violente tempesta la scagliò a riva.

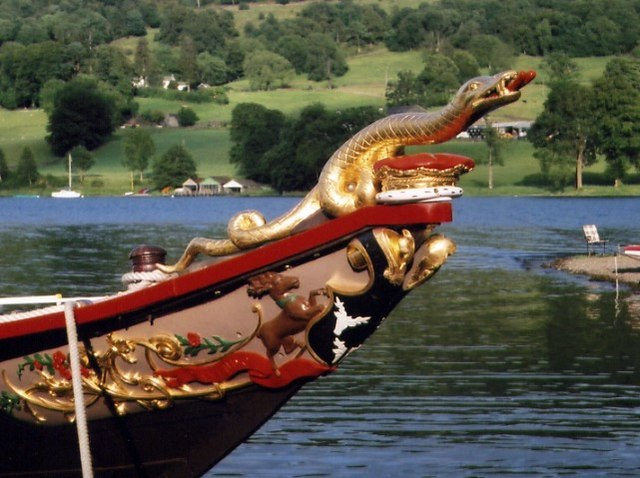
Particolare della prua del Gondola.

## Ricostruzione
Nel 1970 il Gondola fu acquistato dal National Trust, ma il primo tentativo di restauro fu fermato dalle difficoltà finanziarie. Grazie anche al sostegno economico della comunità locale e ad alcune sponsorizzazioni da parte di grandi imprese, si riuscì a commissionare una prima valutazione dello scafo, atta a quantificare i danni subiti dalla tempesta e a stabilire se era fattibile una ricostruzione ed un successivo impiego dell'imbarcazione per il trasporto di passeggeri. Il risultato dell'indagine fu deludente, evidenziando lo scafo originale, costruito all'epoca in ferro battuto, fosse in molti punti ridotto al 30% dello spessore originario di 4,75 mm.
Questo era un serio problema, in quanto per avere l'omologazione del Department of Trade lo scafo avrebbe dovuto essere spesso 6 mm.
Fu contatta la Vickers Shipbuilding and Engineering, divisione navale della Vickers plc di base nella vicina Barrow-in-Furness, a cui fu chiesto di effettuare una nuova valutazione. Il responso fu che lo scafo necessitava di una nuova carena e che le sovrastrutture andavano completamente sostituite. Fu inoltre aggiunto che, se si voleva mantenere l'originaria propulsione a vapore, si sarebbe dovuto comprare nuovi sia motore e che gruppo caldaie. Tuttavia, il bordo di acciaio che collegava carena e ponte fu trovato in buone condizioni, così come alcune parti in acciaio quali corrimani e ringhiere in acciaio che furono considerati riutilizzabili.
La Vickers plc ricevette l'ordine di iniziare i lavori di restauro, per i quali nel frattempo si era riusciti a trovare i fondi necessari.
Lo scafo, che avrebbe dovuto essere ricostruito seguendo il disegno originale, fu tagliato in tre parti e trasportato nei cantieri della Vickers plc a Barrow-in-Furness. La nuova carena fu realizzata in acciaio dolce, tagliato in modo tale da imitare il rivestimento originale in piastre di ferro battuto.
Il nuovo motore fu commissionato ad una società del nord-est dell'Inghilterra, la Locomotion Enterprise, mentre la caldaia fu costruita dalla W Bertram & Sons del South Shields. In particolare, secondo le specifiche, la caldaia doveva essere una versione più piccola della metà delle doppie caldaie usate dalle locomotive delle Ffestiniog Railway del Galles.
Lo scafo fu fatto realizzare come esercitazione ai giovani apprendisti del cantiere. Infine, le tre parti dello scafo furono trasportate da Barrow-in-Furnees fino a Coniston, dove fu eseguito l'assemblaggio finale. In pochi mesi vennero allestiti caldaia, motore, ponte, saloni di prima e terza classe e quant'altro era necessario per una nave di queste dimensioni.
Completamente ricostruita, l'imbarcazione fu ri-varata il 25 marzo 1980. Il nuovo Gondola galleggiava un po' sotto la linea di galleggiamento prevista. Il viaggio inaugurale ebbe luogo nel giugno del 1980.

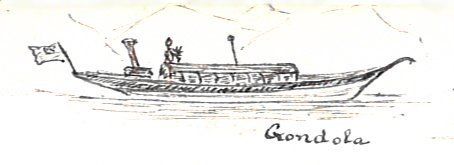
Uno schizzo del Gondola.

## Specifiche
Il motore, a vapore, è un bicilindrico a V di 90°. La caldaia è dello stesso tipo usato sulle locomotive. All'inizio era dotata di una caldaia completamente in rame, la stessa utilizzata dalle locomotive della Furness Railway, che forniva vapore ad un massimo di 80 psi, pari a circa 5,5 bar. Verso l'inizio del XX secolo tale caldaia fu sostituita con una in acciaio di migliori prestazioni, capace di fornire vapore a 100 psi, circa 6,9 bar. Durante la ricostruzione, il Gondola fu dotato di una nuova caldaia, anch'essa in acciaio, che garantisce una pressione massima in esercizio di 150 bar. L'alimentazione è sempre rimasta a carbone fino al 20 marzo 2008, quando si decise di adottare la più ecologica segatura compressa, che garantisce una combustione più efficiente, minor fumo e presenza di zolfo trascurabile nei prodotti di combustione.
Per ridurre la rumorosità, lo scarico è stato dotato di silenziatore. Con l'adozione della segatura e ridisegnando parte della caldaia, si è riusciti ad aumentare il controllo sulla combustione, è stato possibile usare meno combustibile per produrre la stessa quantità di vapore, riuscendo a ridurre i costi. Il motore produce circa 8000 Nm all'albero, collegato ad un'elica di 914 mm di diametro che a 150-160 rpm garantisce una velocità di 8 nodi.
La velocità massima dell'elica è di 240 rpm, a cui corrisponde una velocità della nave di 11,7 nodi. Per ottenere tali prestazioni è necessario il 60% del vapore in più rispetto alla velocità di crociera.

## Navigazione

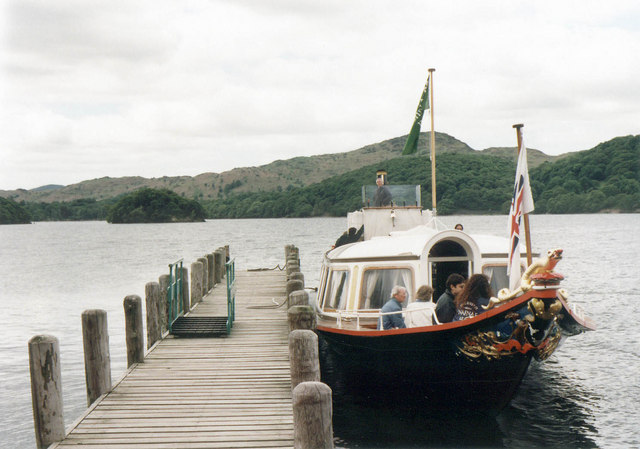
Il Gondola attraccato al molo di Peel Island.

Il Gondola effettua crociere sul Coniston Water nel periodo da Pasqua fino alla fine di ottobre. In un normale giro turistico, il Gondola naviga in senso antiorario lungo la riva occidentale, per poi virare e attraversando il lago giungere a Brantwood, sulla riva opposta, dove i passeggeri possono scendere a terra e visitare la casa dello scrittore John Ruskin.
I turisti possono partecipare all'Explorer Cruise con destinazione Lake Bank, situato all'estremo sud del lago, il luogo dove nel 1859 i passeggeri salivano a bordo del Gondola, dove tuttora è presente l'originaria sala d'attesa restaurata anch'essa in tempi recenti.
In alternativa, nel Wildcat Island i turisti a bordo del Gondola visitano i luoghi del Coniston Water, come la Peel Island, che furono d'ispirazione allo scrittore Arthur Ransome per la sua serie di libri per ragazzi.
Infine, il Engineer for the Day Experienc dà al pubblico la possibilità di far parte dell'equipaggio del Gondola per un giorno. I partecipanti, che devono presentarsi di prima mattina, affiancano l'equipaggio in numerosi compiti, tra i quali l'accensione della caldaia, la lucidatura del motore e della parti in rame, la lubrificazione delle parti mobili, l'alimentazione della caldaia durante la navigazione e le procedure di spegnimento a fine giornata. Durante la giornata i partecipanti possono interagire col resto dei passeggeri, ed occasionalmente hanno la possibilità, mettendosi al timone, di governare loro stessi l'imbarcazione.